# Lash (personaggio)
Lash è un personaggio dei fumetti creato da Matt Fraction (testi) e Joe Madureira (disegni), pubblicato dalla Marvel Comics. La sua prima apparizione avviene in Inhuman (vol. 1) n. 1 (giugno 2014).
Supercriminale inumano convinto che la Terrigenesi sia un onore spettante a pochi individui meritevoli, nel momento in cui le Nebbie Terrigene vengono rilasciate in tutto il mondo intraprende una crociata per localizzare i nuovi Inumani permettendo loro di vivere in caso li ritenga degni della Terrigenesi ed uccidendoli in caso contrario.

## Storia editoriale
Lash ha esordito ad opera di Matt Fraction e Joe Madureira su Inhuman n. 1, del giugno 2014, nel momento in cui Fraction ha lasciato la testata la sceneggiatura è passata a Charles Soule il quale, spiegando la concezione e le motivazioni del personaggio ha dichiarato: «L'idea era che questa città ha una sola minuscola scheggia di Cristalli Terrigeni, il che significava che non può eseguire il rito della Terrigenesi a cui si sottopongono gli Inumani raggiunta la maturità e deve provare a figurarsi quali saranno i loro poteri. La gente di Orrolan deve essere molto, molto selettiva al riguardo e può permetterlo soltanto a coloro che ritiene possano ottenere buoni poteri. Così è diventato una sorta di religione per loro, molto più che una semplice parte della vita inumana».
Stando all'autore Lash cerca sia di trovare nuovi membri validi per unirsi alla sua gente, che di ripulire il pianeta da tutti coloro che non avrebbero mai dovuto ricevere la Terrigenesi poiché non tutti considerano l'avvento dei nuovi Inumani una cosa positiva.

## Biografia del personaggio

### Origini
Nato nella città inumana di Orrolan, in Groenlandia, l'individuo noto come "Lash" è stato tra i pochi nella sua generazione a venire scelto per sottoporsi alla Terrigenesi, onore che, nella sua cultura, è considerato quasi come qualcosa di sacro e di cui non tutti sono degni. Nel momento in cui il re inumano Freccia Nera fa detonare una Bomba Terrigena sopra New York liberando le Nebbie Terrigene in tutto il pianeta e risvegliando i poteri di chiunque abbia discendenze inumane, Lash, considerandola una blasfemia e un'eresia, s'imbarca in una missione per rintracciare tutte le persone i cui poteri inumani sono stati risvegliati e giustiziarli qualora non li ritenga degni del dono ricevuto.

### Missione
Giunto a Des Plaines, Illinois, Lash incontra Dante Pertuz, un inumano che ha appena ricevuto i poteri e tenta invano di convincerlo a unirsi a lui. Successivamente fa tappa in Minnesota, dove recluta un altro individuo neo-risvegliatosi, Jason, teletrasportandolo con sé a Orollan per accoglierlo nella comunità e metterlo al corrente della sua discendenza. Successivamente la regina inumana Medusa, in testa a un gruppo di Inumani, raggiunge Orollan grazie a una dritta di Lineage e, preoccupata dalle azioni da fondamentalista di Lash, tenta di catturarlo dando inizio a un violento combattimento tra le fazioni di Orollan e Nuova Attilan. Al termine dello scontro, Lash viene sopraffatto da Gorgon, e Medusa gli rivela che il vero motivo per cui suo marito ha fatto detonare la Bomba Terrigena è un'imminente grande minaccia per gli Inumani che, per essere respinta, avrebbe richiesto tutto l'aiuto possibile.
Imperterrito nel proseguire comunque la sua missione, Lash si mette a capo di un gruppo per la supremazia inumana chiamato "La Tribù" e rapisce Haechi, membro dei New Warriors, conducendolo a Giacarta nel tentativo di convincerlo a unirsi a lui ma, dopo che i New Warriors lo raggiungono per aiutarlo, visto anche il rifiuto del ragazzo, per non dare origine a un conflitto decide per una ritirata. In seguito, durante un conflitto tra gli Invasori e un gruppo di neonazisti, Lash tenta di reclutare sia i due supereroi recentemente scopertisi Inumani, Toro e Iron Cross, che il leader neonazista Uber Alles, unico dei tre che accetta la sua proposta e lo segue nel momento in cui Medusa sopraggiunge costringendo Lash alla fuga.

## Poteri e abilità
Come molti Inumani, Lash possiede caratteristiche fisiche quali forza, agilità, resistenza e guarigione dalle ferite parecchio più sviluppate di quelle di un comune essere umano, nonché di un'aspettativa vitale media di circa 150 anni; inoltre è un esperto combattente corpo a corpo. Come conseguenza dell'esposizione alle Nebbie Terrigene, Lash è dotato del potere di convertire l'energia, cosa che gli permette di assorbirla e manipolarla in quantità pressoché illimitata, trasformare una forma di energia in un'altra, servirsene per teletrasportarsi, creare campi di forza o perfino di rilasciarla all'interno del corpo di un altro individuo trasformandola in calore e facendolo esplodere.

## Altri media

### Televisione
- Lash, interpretato da Matt Willig, compare nella serie televisiva Agents of S.H.I.E.L.D.[14]. Tale versione, pur ispirandosi molto alla controparte cartacea, presenta alcune modifiche[15]. È un antico e potente inumano, capace di assumere fattezze umane e si cela dietro l'identità del dottor Andrew Garner, interpretato da Blair Underwood. Verso la fine della terza stagione l'alter ego inumano riesce a prendere il sopravvento rendendo la sua mutazione permanente; consegnatosi allo S.H.I.E.L.D. e mandato ad uccidere Hive, Lash riesce a liberare Daisy dall'influenza del parassita venendo però ucciso da Hellfire.

### Videogiochi
- Lash è un personaggio giocabile in Marvel Future Fight.